# Excoecaria
Excoecaria is een geslacht uit de wolfsmelkfamilie (Euphorbiaceae). De soorten komen  voor in de (sub)tropische delen van de Oude Wereld.

## Soorten
- Excoecaria acerifolia Didr.
- Excoecaria acuminata Gillespie
- Excoecaria agallocha L.
- Excoecaria antsingyensis Leandri
- Excoecaria aporusifolia P.T.Li
- Excoecaria bantamensis Müll.Arg.
- Excoecaria benthamiana Hemsl.
- Excoecaria borneensis Pax & K.Hoffm.
- Excoecaria bussei (Pax) Pax
- Excoecaria canjoerensis Dennst.
- Excoecaria cochinchinensis Lour.
- Excoecaria confertiflora A.C.Sm.
- Excoecaria cuspidata (Müll.Arg.) Chakrab. & M.Gangop.
- Excoecaria dallachyana (Baill.) Benth.
- Excoecaria formosana (Hayata) Hayata & Kawak.
- Excoecaria glaucescens Scott Elliot
- Excoecaria goudotiana (Baill.) Müll.Arg.
- Excoecaria grahamii Stapf
- Excoecaria guineensis (Benth.) Müll.Arg.
- Excoecaria holophylla Kurz
- Excoecaria kawakamii Hayata
- Excoecaria laotica (Gagnep.) Esser
- Excoecaria lissophylla Baill.
- Excoecaria madagascariensis (Baill.) Müll.Arg.
- Excoecaria magenjensis Sim
- Excoecaria obtusa Merr.
- Excoecaria oppositifolia Griff.
- Excoecaria pachyphylla Merr.
- Excoecaria parvifolia Müll.Arg.
- Excoecaria perrieri Leandri
- Excoecaria philippinensis Merr.
- Excoecaria poilanei Gagnep.
- Excoecaria rectinervis (Kurz) Kurz
- Excoecaria simii (Kuntze) Pax
- Excoecaria stenophylla Merr.
- Excoecaria thouarsiana (Baill.) Müll.Arg.
- Excoecaria venenata S.K.Lee & F.N.Wei

... · 
Acalypha · 
Adriana · 
Agrostistachys · 
Alchornea · 
Aleurites · 
Anthostema · 
Blachia · 
Chrozophora · 
Cnidosculus · 
Croton · 
Dalechampia · 
Euphorbia (Wolfsmelk) · 
Hevea · 
Hieronyma · 
Hippomane · 
Homalanthus · 
Hura · 
Hylandia · 
Jatropha · 
Mabea · 
Macaranga · 
Mallotus · 
Manihot · 
Mercurialis (Bingelkruid) · 
Plukenetia · 
Ricinus · 
Sebastiania · 
Shirakiopsis · 
Tragia · 
...